# Expo Aviation
Expo Aviation är ett lankesiskt flygbolag från Colombo. Flygbolaget flyger inrikes och charter till mellanöstern. Centralflygplats är Bandaranaike International Airport i Colombo.

## Koder
- IATA Code: 8D
- ICAO Code: EXV
- Callsign: Expat

## Historia
Flygbolaget grundades 1997 och började flyga i juni 2002. Bolaget är till 100% ägd av Expo Lanka Group.

## Flotta
Expo Aviations flotta (januari 2005):
- 1st Antonov An-12
- 1st Antonov An-24RV
- 3st Fokker F27 Mk500